# 2007 en aéronautique
Chronologie de l'aéronautique
- 2003
- 2004
- 2005
- 2006
- 2007
- 2008
- 2009
- 2010
- 2011

Cet article présente les faits marquants de l'année 2007 en aéronautique.

## Événements
- L'ensemble des aéroports du monde a accueilli plus de 4,5 milliards de passagers, soit une hausse de 7 % par rapport à 2006. Parmi les plus grands aéroports par nombre de passagers : 1-Atlanta (89 millions), 2-Chicago (77 millions), 3-Londres-Heathrow (68 millions), 4-Tokyo-Haneda (67 millions), 5-Los Angeles (62 millions), 7-Paris-CDG (60 millions), 8-Francfort (55 millions).
- L'aéroport de Roissy-CDG a reçu quelque 60 millions de passagers sur 10 457 vols hebdomadaires desservis par 178 compagnies aériennes. L'aéroport d'Orly a reçu quelque 26,4 millions de passagers sur 4 480 vols hebdomadaires desservis par 40 compagnies

aériennes.

### Janvier
- Lundi 1er janvier : crash du Vol 574 Adam Air.
- Mercredi 3 janvier : la compagnie aérienne L'avion effectue son premier vol commercial.
- 9 janvier 2007 : crash d'un Antonov AN-26B de la compagnie moldave Aeriantur-M Airlines s'écrase sur la base aérienne de Balad (en) en Irak faisant 34 morts parmi l'équipage et les passagers[1].
- Jeudi 25 janvier : un Fokker F100 de la compagnie Régional sort de la piste de l'aéroport de Pau, tuant 1 personne.

### Février
- Lundi 19 février : un Dassault Mirage 2000C de la base aérienne de Cambrai s'écrase au large de Bonifacio durant une mission d'entraînement au combat et au tir sur la base aérienne de Solenzara, en Haute-Corse, d'où il avait décollé dans la matinée. Le pilote est tué.
- Mercredi 28 février : le président d'Airbus et vice-président d'EADS, Louis Gallois, présente un plan de suppression de 10 000 emplois dont 4 300 en France.

### Mars
- Vendredi 9 mars : l'entreprise Aéroports de Lyon gère désormais les deux aéroports desservant Lyon.
- Lundi 12 mars : les premiers avions JF-17 Thunder ont été livrés à l'Armée de l'Air du Pakistan.
- Mardi 27 mars : le dernier Airbus A300 sort des chaînes d'assemblage d'Airbus.

### Avril
- Samedi 14 avril : premier vol de l'Aerocomp Comp Air 12
- Vendredi 27 avril :
  - Airbus Industries devrait supprimer environ 2 300 emplois sur les sites industriels de Toulouse et un nombre sensiblement équivalent à Hambourg, dans le cadre du plan de restructuration Power8, selon les chiffres communiqués par la direction d'Airbus, ce jour à Toulouse lors d'un comité européen, a-t-on appris de source syndicale. Par ailleurs, la France serait également touchée par la suppression de 964 emplois sur 4 000 au siège d'Airbus appelé "Central entity", également à Toulouse, et par celle de 369 postes à Saint-Nazaire, 295 à Nantes, deux villes de la Loire-Atlantique, et par 192 suppressions d'emplois à Méaulte (Somme). Outre le siège, les sites proches de Toulouse seront ainsi amputés de 2 305 emplois, soit 2 168 en banlieue de Toulouse et 137 à l'usine de Saint-Eloi, situé dans la Ville rose, a-t-on précisé de même source. En Europe, près de 4 000 postes seraient également supprimés. À Hambourg, le nombre de suppressions d'emplois s'élève à 2 317, à Filton (Royaume-Uni) à 1 095 et à Getafe (Espagne) à 334. Les chiffres communiqués ne concernent pas les sites comme Nordenham en Allemagne que la direction d'Airbus entend céder à des partenaires industriels prêts à partager les risques et pour lesquels elle s'est fixé la date de la mi-juillet pour signer ces accords de partenariat[2].
  - Le service de presse des forces armées russes confirme à l'AFP qu'un hélicoptère militaire russe Mil Mi-8 est tombé à 11 h 34 locales (7 h 34 GMT) près de Chatoï, dans le sud de la Tchétchénie. « Trois membres de l'équipage et 15 militaires des forces spéciales du renseignement militaire (qui se trouvaient à bord de l'hélicoptère) ont été tués », a affirmé une source de l'état-major russe dans le Caucase du Nord, citée par l'agence Interfax. L'appareil a peut-être été abattu par des combattants indépendantistes, mais une commission spéciale a été dépêchée par les autorités russes pour « établir si l'hélicoptère a été abattu ou s'il est tombé en raison de problèmes techniques », mais selon des témoignages, l'hélicoptère serait tombé à cause d'une défaillance technique et n'a pas été la cible de tirs.

### Mai
- Samedi 5 mai : un Boeing 737-800 de la compagnie Kenya Airways s'est écrasé dans des marécages proches de Mbanga-Pongo, à une vingtaine de kilomètres au sud-est de l'aéroport de Douala (Cameroun) dont il avait décollé à 00h07. L’avion effectuait un vol régulier (Kenya Airways 507) entre Abidjan (Côte d'Ivoire) et Nairobi (Kenya), avec escale à Douala, d’où il avait décollé sous un violent orage avec 106 passagers et 9 membres d’équipage. L’appareil était le premier d’un lot de trois nouveaux avions mis en service depuis moins de six mois.
- Dimanche 6 mai : un De Havilland Canada DHC-6 de l’Armée de l’Air française opérant pour le compte de la Force Multinationale d’Observation s’est écrasé près d’El-Thamas, en Égypte, avec 9 hommes à bord. L’avion avait quitté El Gora à 07h 46 pour une mission de surveillance de la frontière israélo-égyptienne dans le Sinaï. Le pilote semble avoir tenté un atterrissage d’urgence sur une route et le bimoteur a été percuté par un camion.

### Juin
- 13 juin : le C-27J Spartan remporte le programme JCA (Joint Cargo Aircraft), visant à fournir 150 cargos tactiques à l'USAF et l'US Army

### Juillet
- 2 juillet : un module ravitailleur ASTRO de la DARPA a transféré avec succès 10 kilos d'hydrazine à NEXTSat, il s'agit du premier ravitaillement en combustible d'un satellite artificiel.
- 12 juillet : Airbus livre son dernier Airbus A300 à la compagnie FedEx. Cet avion livré est un avion cargo.
- 16 juillet : confrontée à une grave crise de fonctionnement en raison de retards importants dans le programme A380, EADS annonce qu’un accord est intervenu entre la France et l’Allemagne, mettant fin à la direction bicéphale franco-allemande. Le nouveau schéma laisse notamment le français Louis Gallois seul aux commandes du groupe et son homologue allemand Tom Enders seul à la tête d'Airbus.
- 17 juillet : un Embraer ERJ-190-100 [HK-4455] de la compagnie colombienne Aero Republica effectuant la liaison régulière Cali-Santa Marta (vol 7330) quitte la piste à l’atterrissage sur l’aéroport Simon Bolivar et termine sa course le nez dans la mer toute proche à 15h17. On ne relève que des blessés légers parmi les 59 occupants de l’avion, dont 5 membres d’équipages. (Source : presse colombienne)
- 17 juillet  : un Airbus A320.233 [PR-MBK] de la compagnie brésilienne TAM Linhas Aéreas effectuant la liaison Porto Alegre-São Paulo (vol 3054) tente de redécoller de la piste 35L, sur l'aéroport de Congonhas, où il vient de se poser par une pluie battante. Il parvient à éviter une autoroute très fréquentée (il est 18h50) mais ne prend pas assez de hauteur et percute un bâtiment de TAM Express et prend feu. 186 morts dans l’avion, dont 6 navigants et trois personnes présentes dans le bâtiment. (Communiqués de presse TAM Linhas Aéreas et Associated Press).

### Août
- Jeudi 9 août 2007, Polynésie française : Un avion de la compagnie Air Moorea, un de Havilland Canada DHC-6 Twin Otter 300 [F-OIQI], qui assure la liaison avec Tahiti s'écrase en mer quelques minutes après son décollage, causant la mort de ses 20 passagers et membres d'équipage, dans un secteur où les fonds atteignent les 1 000 m de profondeur.
- Vendredi 10 août 2007, Union européenne : Après les usines de Méaulte et Saint-Nazaire en France, Fulton en Grande-Bretagne, Nordenham, Varel et Laupenheim en Allemagne, EADS annonce son intention de se séparer d’une septième usine dans le cadre du programme Power 8 (Voir 27 avril), Augsbourg en Allemagne.
- Samedi 18 août 2007, Turquie : tentative de détournement d’un McDonnell Douglas MD-83 [TC-AKN] de la compagnie turque Atlas Jet assurant la liaison entre Ercan (zone sous  contrôle turc de Chypre) et Istanbul, avec 136 passagers et 6 membres d’équipage à bord. Durant une escale à Antalya la plupart des passagers parviennent à s’échapper par la porte arrière de l’appareil, ainsi que les deux pilotes. Les deux pirates se rendent peu après aux autorités turques. (Source AFP)
- Lundi 20 août 2007, Taïwan : un Boeing 737-800 [B-18616] de la compagnie taïwanaise China Airlines effectuant la liaison Taipeh-Okinawa prend feu 8 minutes après son atterrissage sur l’aéroport de Naha. Les 157 passagers et 8 membres d’équipages parviennent à évacuer l’appareil. (Source Japan Today)

### Septembre
- Lundi 3 septembre 2007, États-Unis : l'aventurier Steve Fossett est porté disparu, annonce faite par les responsables de l'aviation civile américaine. Le pilote, âgé de 63 ans, a été vu pour la dernière fois décollant de la piste privée d'un ranch du Nevada aux commandes de son monomoteur.
- Dimanche 16 septembre 2007, Thaïlande : un McDonnell Douglas MD-82 [HS-OMG] du vol One-Two-Go Airlines 269 effectuant une liaison régulière Bangkok-Phuket avec 123 passagers et 7 membres d’équipages à bord sort de la piste à l’atterrissage sous une pluie battante avec un vent de travers de 22 km/h et prend feu : 89 morts.
- Jeudi 27 septembre 2007, États-Unis : départ de la sonde spatiale Dawn de la NASA.

### Octobre
- Jeudi 4 octobre 2007, République démocratique du Congo : un Antonov An-26 [9Q-COS] appartenant à El Sam Airlift et affrété par Malift Air s’écrase peu après le décollage de Kinshasa-N’Djili Airport, Congo. L’appareil, qui devait effectuer un vol mixte (cargo/passagers) entre Kinshasa et Tshikapa, tombe sur un quartier populaire et prend feu, faisant 21 victimes dans l’avion (un membre d’équipage seulement a survécu) et au moins 28 au sol. Cet accident entraine le limogeage du Ministre du Transport congolais.
- Lundi 15 octobre 2007, Singapour : Airbus livre le premier exemplaire de son A380 à Singapore Airlines.

### Novembre
- Jeudi 1er novembre 2007, États-Unis : décès de Paul Tibbets, le pilote ayant largué la première bombe atomique sur Hiroshima.
- Jeudi 15 novembre 2007, France : un A340-600 est victime d'un accident lors d'essais moteur statiques sur le site Airbus de Toulouse, faisant 10 blessés parmi les techniciens. Irrécupérable, l'avion devait être livré la semaine suivante à Etihad Airways.
- Vendredi 30 novembre 2007, Turquie : un McDonnell Douglas MD-83 [TC-AKM] exploité par la compagnie turque Atlasjet Airlines en provenance d’İstanbul percute une colline à 12 km au nord-ouest de l’aéroport d’Isparta, vers 1h 36 locales avec 49 passagers et 7 membres d’équipage. Il n’y a aucun survivant. L’appareil, qui était attendu à Isparta, ne se trouvait pas sur sa route. (AFP)

### Décembre
- Jeudi 1er décembre 2007, France : un Dassault Rafale biplace de l'Escadron de Chasse 1/7 Provence, stationné sur la base aérienne 113 de Saint-Dizier s'écrase sur la commune de Neuvic, en Corrèze, durant un exercice à 4 000 m d'altitude. Le capitaine Moriuser (chef de patrouille totalisant 1 700 heures de vol), seul à bord, est tué sans avoir pu s'éjecter. C'est la première fois qu'un Rafale de l'Armée de l'air est victime d'un accident. L'Armée de l'air a ouvert une enquête. (Communiqués du SIRPA-Air)
- Mercredi 12 décembre 2007, Chine : Air China rejoint Star Alliance.

## Premier vol

### Janvier
- 23 janvier : Lockheed CATBird

### Avril
- 14 avril : Aerocomp Comp Air 12

### Juillet
- 20 juillet : Boeing X-48

### Septembre
- 28 septembre : Kawasaki P-1

### Octobre
- 26 octobre : Embraer Lineage 1000

## Mise en service

### Octobre
- 25 octobre : Airbus A380 avec Singapore Airlines[3].